# Kolcheti Chobi
Kolcheti Chobi (georgiska: კოლხეთი ხობი) är en fotbollsklubb baserad i den georgiska staden Chobi. Klubben har tidigare gått under namnen FK Chobi och Olimpi Chobi. Klubben spelar sina hemmamatcher på centralstadion i Chobi, och klubben spelar 2022 i Liga 3.